# نهر مراد
نَهْرُ مُرَاد أو مُرَاد صُو (بالتركية: Murat Nehri) أو الفرات الشرقي هو المصدر الرئيسي لنهر الفرات ومصدره قرب جبل أرارات شمال بحيرة وان، يتدفق في شرق تركيا على طول 722 كم في منطقة جبلية، وقبل إنشاء سد كيبان كان يتحد مع نهر قره صو [الإنجليزية] والذي يعرف بالفرات الغربي على بعد 10 كم من موقع السد و13 كم شمال مدينة كيبان 